# Veto del provocador

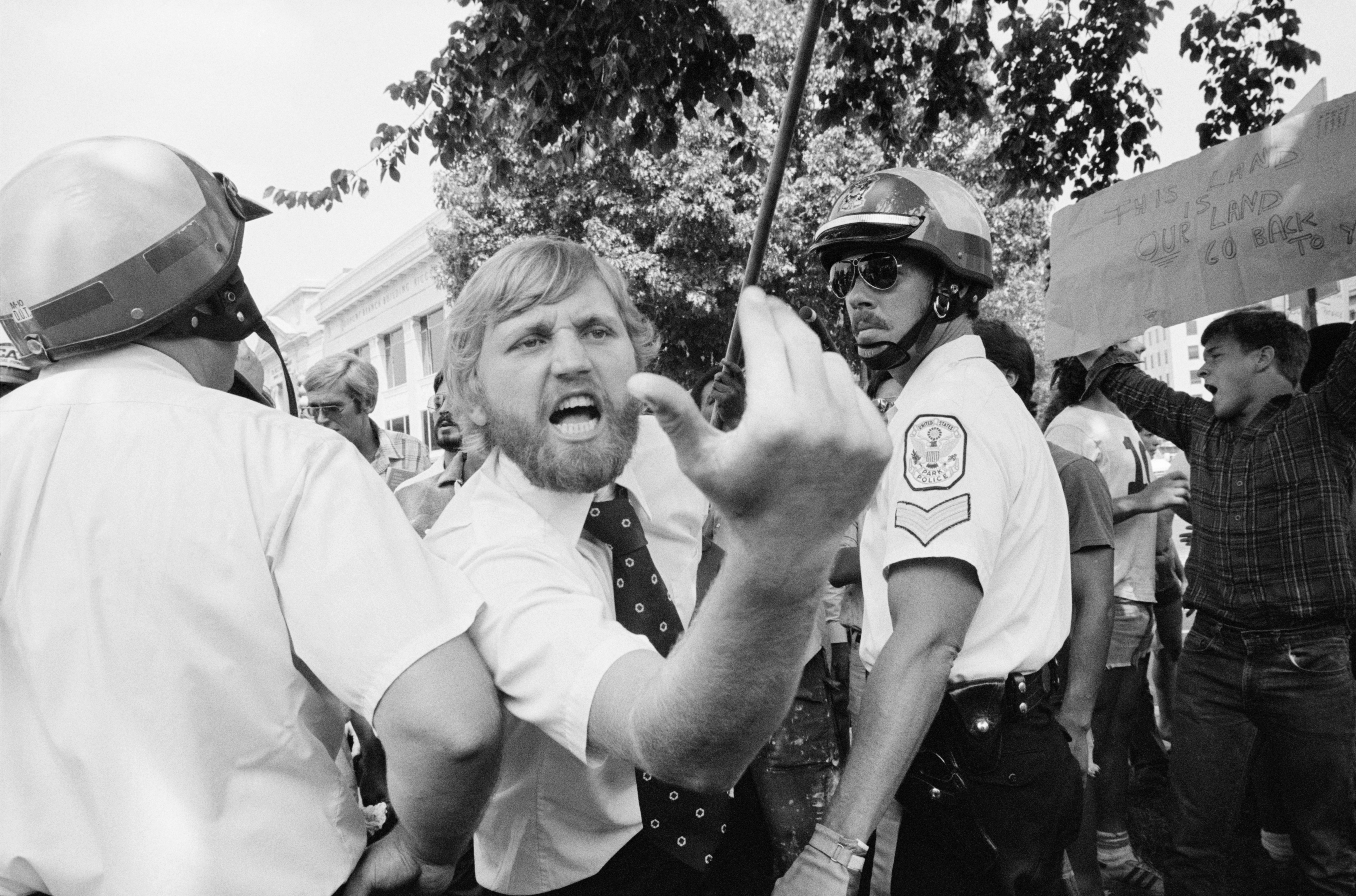
Un provocador en Washington, D.C. se pasa de una línea policial durante una manifestación de Iraníes durante la crisis de los rehenes en Irán, en agosto de 1980.

Un veto del provocador es una situación en la que una parte que no está de acuerdo con el mensaje de un orador puede desencadenar unilateralmente eventos que resultan en el silenciamiento del orador.  Es un tipo de censura.
El veto de un interlocutor se produce cuando alguna autoridad reduce o restringe el derecho del orador para evitar el comportamiento del provocante. El ejemplo común es la clausura de un discurso o expresión en aras de mantener la paz pública, justificando el acallamiento del orador en la reacción negativa anticipada de alguien que se opone a ese discurso o manifestación.
El término fue acuñado en inglés por el profesor de leyes Harry Kalven, de la Universidad de Chicago, quien le denominó heckler's veto.  El término ha sido también traducido como veto de los abucheadores y como veto de los manifestantes.
Coloquialmente, el concepto también se invoca en situaciones en las que los provocadores o manifestantes silencian a un orador sin la intervención de la ley.

## Fuera de la ley
El veto del provocador a menudo ocurre fuera de un contexto legal. Por ejemplo, el estadounidense Nat Hentoff afirma en un artículo que "la Primera Enmienda establece claramente que todo el mundo tiene derecho a hacer un piquete a un orador y a entrar a la sala y abuchearle, pero no a ahogar al orador, y menos a atacar la tarima y detener el discurso antes que comience. Eso se llama el 'veto de los provocadores' ".
Tal como Hentoff lo formula, quien interrumpe es la parte que lleva a cabo directamente el "veto" y reprime el discurso.
El decano de la Facultad de Derecho de la Universidad de California, Erwin Chemerinsky  invocó el concepto en un editorial después de una protesta,  en la que los estudiantes interrumpieron un discurso del embajador israelí Michael Oren. Chemerinsky explicó que existe una amplia libertad para invitar a oradores y realizar demostraciones, pero que una vez que un orador ha comenzado una conferencia invitada:

La libertad de expresión, en los campus y en otros lugares, pierde sentido si los que no están de acuerdo pueden gritar a los oradores. La ley está bien establecida de que el gobierno puede actuar para evitar el veto de un interlocutor, para evitar que la reacción de la audiencia silencie al orador. Simplemente no existe el derecho de la Primera Enmienda para entrar en un auditorio y evitar que un orador sea escuchado, sin importar quién sea el orador o cuán fuertemente uno esté en desacuerdo con su mensaje.

El fiscal de distrito, Dan Wagner, que presentó cargos penales contra los manifestantes, argumentó de manera similar que la protesta equivalía a un veto de provocadores.
El profesor de ciencias políticas de la Universidad Estatal de Míchigan William B. Allen, ha utilizado la frase "terrorismo verbal" para referirse al mismo fenómeno, definiéndolo como "asalto calculado caracterizado por conversaciones en voz alta, interrupciones a gritos, farfullando hechos falsos, amenazas e insultos personales ".
Los provocadores, al crear desorden, pueden elevar los costos de las instituciones educativas, en un esfuerzo para que las instituciones retiren su invitación al orador o disuelvan el foro.

### Citas
1. ↑  «LIBERTAD DE EXPRESIÓN. 2. Sentencia  (f.)». Jurisprudencia (Corte Suprema de Justicia de la Nación Argentina). 1998. Consultado el 4 de abril de 2022. «aún la interpretación más rigurosa […] brindaría amplios poderes de censura, bajo la forma del "veto de un provocador" (heckler's veto), a cualquier oponente de las expresiones indecentes.»
2. ↑  Hamlin, David (1980). The Nazi/Skokie Conflict: A Civil Liberties Battle. Boston: Beacon Press. p. 57. ISBN 0-8070-3230-1.
3. ↑  Gutterman, Roy S. "Gutterman Essay: Feiner and the Heckler’s Veto" Source: Journalism History, accessed 24 February 2020
4. ↑  Owen Fiss (2004). «Libertad de expresión y estructura social».  En Miguel Carbonell, ed. Problemas Contemporáneos de la Libertad de Expresión (México: Porrua, Comisión Nacional de los Derechos Humanos (México)): 75. «Me estoy refiriendo ahora a lo que Kalven llamó el "veto del reventador de mítines" (heckler's veto)».
5. ↑  «Corte Suprema de los EE.UU.». Centro de Estudios en Libertad de Expresión y Acceso a la información. Facultad de Derecho • Universidad de Palermo. 1997. Consultado el 4 de abril de 2022. «"veto de los abucheadores" (hecklers veto)».
6. ↑  Rodrigo Pablo Pérez (Abril 2021). «Funas institucionales: Libertad de expresión y tolerancia en las Universidades: El caso de la Asocación de Estudiantes San Alberto Hurtado en la Universidad Católica». Derecho Público Iberoamericano (Santiago: Universidad del Desarrollo) (18): 165. ISSN 0719-5354. Consultado el 4 de abril de 2022. «una representación de lo que en Estados Unidos se denomina heckler's veto o veto de los manifestantes. Esto se refiere a aquellas situaciones en que la autoridad, para impedir los desórdenes públicos que un discurso provocador pueda generar, en lugar de proteger a quien se expresa, lo detienen para impedir las reacciones violentas de la masa».
7. ↑  «Mugging the Minutemen - News - Village Voicepage 1 - Village Voice». Archivado desde el original el 21 de agosto de 2008.
8. ↑  Standler, Dr. Ronald B. «Heckler's Veto». www.rbs2.com.
9. ↑  Chemerinsky, 2010.
10. ↑  Williams y Santa Cruz, 2011.
11. ↑  Allen, Carol M. (2008). Ending racial preferences: the Michigan story. Lanham: Rowman & Littlefield. p. 56. ISBN 978-0-7391-2433-8.
12. ↑  Rodrigo Pablo Pérez (Abril 2020). «PROTEGIENDO LA LIBERTAD DE EMITIR OPINIÓN EN LOS CAMPUS UNIVERSITARIOS: UNA MIRADA AL DISCURSO OFENSIVO DESDE LA EXPERIENCIA ESTADOUNIDENSE». Derecho Público Iberoamericano (Santiago: revista del centro de justicia constitucional • Universidad del Desarrollo) 8 (16): 60-61. ISSN 0719-5354. Consultado el 4 de abril de 2022. «no puede aceptarse a priori el denominado heckler’s veto o veto del objetor. Esto puede demandar que las universidades públicas incurran en costos elevados […] podrían ceder al veto de los objetores y desinvitar o disolver una reunión».